# ラ・ラ☆Kiss
ラ・ラ☆Kissはテレビ朝日にて1997年4月5日から9月27日まで毎週土曜9:30～11:20に放送された生放送の情報番組。
前番組「OH!エルくらぶ」の放送開始が10:00だったものを9:30スタートに前倒ししたが、裏番組「王様のブランチ」（TBSテレビ）、「ぶらり途中下車の旅」（日本テレビ）などに敗れ半年で終了し、「女神のちからこぶ」にバトンを渡した。

## 出演者

### 司会
- 清水圭
- 大石恵

### パーソナリティー
- 保阪尚輝
- 山口達也（TOKIO）
- 小久保とものしん（テレビ朝日アナウンサー）
- 吉元潤子（テレビ朝日アナウンサー）[1]

### レポーター
- Mink
- 印南優貴

他

## エンディングテーマ曲
- 「Love is The Pop」 G-CRISIS